# Mary Coco Maltez de Callejas
Mary Coco Maltez de Callejas (7 de marzo de 1925-22 de febrero de 2016) fue una feminista, profesora y política nicaragüense. Fue miembro fundadora tanto de la Unión de Mujeres Americanas como de la Ala Femenina, y fue vicepresidenta de esta última organización desde su fundación en 1955 hasta 1971, cuando se convirtió en Presidenta. Fue una de las tres primeras mujeres en postularse y ser elegida para la Cámara de Diputados en 1957. Después de su elección inicial, se desempeñó en la Asamblea Nacional hasta 1979. Entre 1969 y 1979, fue Ministra de Educación. En sus últimos años, participó en la Alianza de Mesas Redondas Panamericanas. 

## Primeros años
Pura María del Socorro Maltez Huezo, conocida como Mary Coco, nació el 7 de marzo de 1925, en Managua, Nicaragua, hija de Isabel Huezo y Manuel Maltez. Fue una de las fundadoras de la Unión de Mujeres Americanas organizada por Josefa Toledo de Aguirre en 1942. Se graduó de la Escuela Normal Central en Managua en 1943. En 1950, se casó con Reinaldo Santiago José Jimmy Callejos Callejos.

## Carrera
Maltez comenzó su carrera como profesora. En 1955, junto a Clementina Arcia, Gladys Bonilla Muñoz, Amelia Borge de Sotomayor, Esperanza Centeno Sequeira, Zaida Fernández de Ruiz, Evelina Mayorga, Lucrecia Noguera Carazo, Olga Núñez Abaunza, Ofelia Padilla y Gloria Zeledón, Maltez de Calleja, fundaron la revista Ala Femenina, como órgano de prensa de la organización del mismo nombre. Si bien era una organización feminista, el grupo era una organización partidaria y dedicada al liberalismo y al Partido Liberal Nacionalista, con la mayoría de sus miembros mujeres profesionales de clase media. Desde la fundación de la organización, Maltez de Callejas fue vicepresidente, hasta la muerte de la presidenta Olga Núñez Abaunza en 1971, cuando se convirtió en presidenta de Ala. Maltez de Callejas fue una de las feministas más influyentes de su era. 
En 1957, el primer año en que se permitió a las mujeres votar en Nicaragua, Maltez de Callejas, Núñez, Mirna Hueck de Matamoros se convirtieron en las primeras candidatas a postularse para cargos públicos. Núñez fue elegida como diputada a la Asamblea Nacional y las otras dos mujeres fueron elegidas como suplentes. Durante el régimen de Somoza, Ala se alineó en un acuerdo de poder con Somoza, según el cual las mujeres recibían cada vez más cargos políticos a cambio de su apoyo al régimen. Entre 1963 y 1967, Maltez de Callejas sirvió en la Cámara de Diputados. Fue nombrada Viceministra de Educación en 1967 y al año siguiente fue nombrada Ministra de Educación. Entre 1972 y 1974, fue delegada a la Asamblea Nacional Constituyente y luego volvió a servir en la Cámara de Diputados de 1974 a 1979. 
Cuando el Frente Sandinista de Liberación Nacional derrocó al gobierno de Anastasio Somoza Debayle, Maltez de Callejas se exilió por un largo período de tiempo. Regresó a Managua en 2001 y participó en la organización de la Alianza de Mesas Redondas Panamericanas, continuando su participación en la organización hasta 2013.